# Inza
Inza (ryska Инза) är en stad i Uljanovsk oblast i Ryssland. Den ligger 167 kilometer sydväst om Uljanovsk. Folkmängden uppgår till cirka 18 000 invånare.

## Historia
Orten grundades 1897 vid den nybyggda järnvägsstationen. Den erhöll stadsrättigheter 1946.